# Eriocercosporella indica
Eriocercosporella indica är en svampart som beskrevs av R. Kumar, A.N. Rai & Kamal ex U. Braun 1998. Eriocercosporella indica ingår i släktet Eriocercosporella och familjen Mycosphaerellaceae.   Inga underarter finns listade i Catalogue of Life.